# Métrique de Friedmann-Lemaître-Robertson-Walker
 (novembre 2012).
Si vous disposez d'ouvrages ou d'articles de référence ou si vous connaissez des sites web de qualité traitant du thème abordé ici, merci de compléter l'article en donnant les références utiles à sa vérifiabilité et en les liant à la section « Notes et références ».
La métrique de Friedmann-Lemaître-Robertson-Walker, (ci-après FLRW) est une solution exacte de l'équation tensorielle fondamentale de la relativité générale d'Albert Einstein. Elle décrit un univers homogène et isotrope, en expansion ou en contraction. L'espace-temps dont la métrique décrit la géométrie est feuilleté par des espaces tridimensionnels (hypersurfaces à trois dimensions et de genre temps) de courbure constante. Celle-ci est soit nulle, soit positive, soit négative. En cosmologie, cette métrique est utilisée pour la description de l'évolution de l'Univers aux grandes échelles. Elle constitue l'outil principal amenant la construction du modèle cosmologique standard : la théorie du Big Bang.

## Histoire
Les éponymes de la métrique sont Alexandre Friedmann, Georges Lemaître, Howard Percy Robertson et Arthur Geoffrey Walker,,.
Friedmann obtient la métrique dès 1922 pour le cas d'un univers fermé, puis en 1924 pour celui d'un univers ouvert,. Indépendamment de Friedmann, Lemaître obtient la métrique en 1927 pour le cas d'un univers ouvert,. Robertson obtient en 1929 la métrique pour le cas le plus simple d'un univers plat. Robertson en 1933 puis Walker en 1935 obtiennent la métrique générale. Il en démontrent, en 1935, l'unicité : elle est l'unique métrique pour un espace-temps homogène et isotrope.
Il a été noté une tendance à se référer à la métrique sous le nom de métrique de Robertson-Walker,,, (RW) et à réserver le nom de Friedmann-Lemaître aux équations qui en décrivent sa dynamique. Mais, suivant les préférences géographiques ou historiques, la métrique FLRW, et son modèle cosmologique conséquent, peuvent être désignés selon d'autres combinaisons des noms d'une partie des quatre scientifiques. On trouvera, par exemple : Friedmann-Robertson-Walker (FRW), Friedmann-Lemaître (FL)…

## Évolution de l'Univers selon la métrique FLRW
La métrique FLRW décrit la géométrie moyenne de l'Univers aux grandes échelles. Elle nous donne sa dynamique et nous permet de connaître l'évolution de sa taille (contraction ou expansion de l'Univers).
Un univers homogène et isotrope demeure au cours de son évolution homogène et isotrope. Il ne peut rendre compte de la formation des structures le composant, de densité inhomogène par définition. La formation de ses structures, tels que les filaments ou les amas de galaxies, est permise par l'introduction de perturbations autour de cette métrique FLRW. Ces perturbations croissent au cours du temps, par attraction gravitationnelle, et entraînent la création des grandes structures observées. Elles sont supposées d'origine quantique, et leur existence nous est donnée par l'observation du fond diffus cosmologique, réalisée grâce aux satellites COBE, WMAP, et plus récemment Planck.

## Formulation mathématique
La métrique FLRW est de forme,,, :
{\displaystyle \mathrm {d} s^{2}=g_{\mu \nu }\mathrm {d} x^{\mu }\mathrm {d} x^{\nu }=c^{2}\mathrm {d} t^{2}-a^{2}(t)\gamma _{ij}\mathrm {d} x^{i}\mathrm {d} x^{j}},
où :
- {\displaystyle x^{\mu }(\mu =0,1,2,3)} sont les coordonnées d'espace-temps, avec :
  - {\displaystyle x^{0}=t}, la coordonnée de temps ;
  - {\displaystyle x^{i}(i=1,2,3)}, les trois coordonnées d'espace ;
- {\displaystyle c} est la vitesse de la lumière[2] dans le vide ;
- {\displaystyle \gamma _{ij}} est la métrique induite[23],[24] sur les hypersurfaces à trois dimensions[23] de genre espace[23],[24].

En coordonnées sphériques {\displaystyle (r,\theta ,\phi )}, l'élément de longueur d'espace-temps {\displaystyle ds}, pour la métrique FLRW, se note :
{\displaystyle {\rm {d}}s^{2}=c^{2}{\rm {d}}t^{2}-a(t)^{2}\left({\frac {{\rm {d}}r^{2}}{1-kr^{2}}}+r^{2}{\rm {d}}\Omega ^{2}\right)}
en choisissant la signature de la métrique (en) {\displaystyle (+---)} où :
- {\displaystyle a(t)\;}est le facteur d'échelle. Le signe de {\displaystyle {\dot {a}}(t)} renseigne sur l'évolution de l'Univers : {\displaystyle {\dot {a}}(t)>0} pour un univers en expansion, {\displaystyle {\dot {a}}(t)<0} pour un univers en contraction et {\displaystyle {\dot {a}}(t)=0} pour un univers statique, le tout considéré au temps {\displaystyle t}. Pour un temps {\displaystyle t_{a}} tel que {\displaystyle a(t_{a})=N>1}, l'Univers est {\displaystyle N} fois plus grand que maintenant. Pour un temps {\displaystyle t_{b}} tel que {\displaystyle a(t_{b})=1/N<1}, l'Univers est {\displaystyle N} fois plus petit que maintenant ;
- {\displaystyle k\;}est le  facteur de courbure[26] et peut valoir {\displaystyle -1}, {\displaystyle 0} ou {\displaystyle +1}. La valeur {\displaystyle k=-1} correspond à un espace à courbure ouverte (correspondant à une géométrie hyperbolique), la valeur {\displaystyle k=0} correspond à un espace à courbure nulle (correspondant à l'espace euclidien de la relativité restreinte), et la valeur {\displaystyle k=+1} correspond à un espace à courbure fermée (correspondant à une géométrie sphérique, ou doublement elliptique, ou à une géométrie elliptique, ou simplement elliptique) ;
- {\displaystyle \textstyle {\rm {d}}\Omega ^{2}={\rm {d}}\theta ^{2}+\sin ^{2}\theta \;{\rm {d}}\phi ^{2}}[25] est la métrique sur la sphère ;
- {\displaystyle a} est homogène à une longueur[21] ;
- {\displaystyle t} est le temps cosmique[26] ;
- {\displaystyle r} est sans dimension[21] ;

Deux conventions sont utilisées pour le choix des dimensions respectives de {\displaystyle a} et {\displaystyle r}. En effet, une longueur physique étant le produit de {\displaystyle a} par une longueur comobile, {\displaystyle a} ou {\displaystyle r} peut être choisi comme ayant la dimension d'une longueur, l'autre étant alors sans dimension. Si {\displaystyle k=\pm 1}, la coordonnée {\displaystyle r} doit être sans dimension et le facteur d'échelle {\displaystyle a} est alors homogène à une longueur :{\displaystyle [k]=1,[r]=1,[a]={\mathsf {L}}}. Cependant, la métrique est invariante sous le rééchelonnage : {\displaystyle r\to rL,a\to aL^{-1},k\to kL^{2}}, où {\displaystyle L} est homogène à une longueur. Ainsi, la coordonnée {\displaystyle r} peut être choisie comme homogène à une longueur et, avec ce choix, {\displaystyle k=\pm 1L^{-2}} et le facteur d'échelle {\displaystyle a} est sans dimension : {\displaystyle [k]={\mathsf {L}}^{-2},[r]={\mathsf {L}},[a]=1},.
En introduisant le changement de coordonnées :
{\displaystyle {\begin{cases}r=\sin(\chi /R_{0})&{\textrm {si}}\ k=1\\r=\chi /R_{0}&{\textrm {si}}\ k=0\\r=\sinh(\chi /R_{0})&{\textrm {si}}\ k=-1\\\end{cases}}} où {\displaystyle \chi \;} permet de déterminer la distance comobile, l'élément de longueur {\displaystyle ds} se reformule :
{\displaystyle {\rm {d}}s^{2}=c^{2}{\rm {d}}t^{2}-a(t)^{2}\left({\rm {d}}\chi ^{2}+S_{k}^{2}(\chi ){\rm {d}}\Omega ^{2}\right)}
avec {\displaystyle S_{k}(\chi )=R(t_{0}){\begin{cases}\sin(\chi /R(t_{0}))&{\textrm {si}}\ k=1\\\chi /R(t_{0})&{\textrm {si}}\ k=0\\\sinh(\chi /R(t_{0}))&{\textrm {si}}\ k=-1\\\end{cases}}\ }

### Coordonnées polaires à circonférence réduite
En coordonnées polaires à circonférence réduite :
{\displaystyle \mathrm {d} \Sigma ^{2}={\frac {\mathrm {d} r^{2}}{1-Kr^{2}}}+\mathrm {d} \Omega ^{2}}.

### Coordonnées hypersphériques
En coordonnées hypersphériques :
{\displaystyle \mathrm {d} \Sigma ^{2}=\mathrm {d} r^{2}+S_{K}^{2}(r)\mathrm {d} \Omega ^{2}},
avec :
{\displaystyle S_{K}(r)={\begin{cases}{\frac {1}{\sqrt {K}}}\sin(r{\sqrt {K}})&{\textrm {si}}\ K>1\\r&{\textrm {si}}\ K=0\\{\frac {1}{\sqrt {|K|}}}\sin(r{\sqrt {|K|}})&{\textrm {si}}\ K<1.\\\end{cases}}\ }

## Métrique FLRW en fonction de la courbure spatiale

### Dans un espace plat
Pour {\displaystyle k=0\;}, la métrique FLRW se note :
{\displaystyle {\rm {d}}s^{2}=c^{2}{\rm {d}}t^{2}-R(t)^{2}\left({\rm {d}}r^{2}+r^{2}{\rm {d}}\Omega ^{2}\right)\;}
L'espace est plat mais pas l'espace-temps. La métrique est différente de la métrique de Minkowski caractérisant la relativité restreinte.

### Dans un espace de courbure positive
Pour {\displaystyle k=+1\;\;}, la métrique FLRW s'écrit :
{\displaystyle {\rm {d}}s^{2}=c^{2}{\rm {d}}t^{2}-R(t)^{2}\left({\frac {{\rm {d}}r^{2}}{1-r^{2}}}+r^{2}{\rm {d}}\Omega ^{2}\right)}
L'élément de longueur possédant une singularité en {\displaystyle r=1}, on préférera utiliser son expression selon {\displaystyle \chi } :
{\displaystyle {\rm {d}}s^{2}=c^{2}{\rm {d}}t^{2}-a(t)^{2}\left({\rm {d}}\chi ^{2}+R(t_{0})^{2}\sin ^{2}\left(\chi /R(t_{0})\right)\;{\rm {d}}\Omega ^{2}\right)\;}

### Dans un espace de courbure négative
Pour {\displaystyle k=-1\;}, il vient finalement :
{\displaystyle {\rm {d}}s^{2}=c^{2}{\rm {d}}t^{2}-R(t)^{2}\left({\frac {{\rm {d}}r^{2}}{1+r^{2}}}+r^{2}{\rm {d}}\Omega ^{2}\right)=c^{2}{\rm {d}}t^{2}-a(t)^{2}\left({\rm {d}}\chi ^{2}+R(t_{0})^{2}\sinh ^{2}\left(\chi /R(t_{0})\right)\;{\rm {d}}\Omega ^{2}\right)\;}